# Diogo Moreira
Diogo Moreira   (São Paulo, 23 d'abril de 2004) és un pilot de motociclisme de velocitat brasiler que competeix al Campionat del Món de Moto3.

## Trajectòria
Després de competir en motocròs al Brasil, Moreira es va traslladar a Alcarràs el 2017 per a continuar la seva carrera esportiva. El 2019 va debutar a la Talent Cup del Campionat Internacional CEV, aconseguint una victòria i tres podis, acabant en sisena posició. El 2020, va passar a la classe de Moto3 també del Campionat d'Espanya de Motociclisme de Velocitat, amb un cinquè lloc al Circuit de Jerez com a millor resultat i acabant onzè. El 2021 es va mantenir a la mateixa categoria, tornant a quedar onzè.
L'any 2022, Moreira va entrar al Campionat del Món de Moto3 amb l'equip MT Helmets - MSI que li va confiar una KTM RC250GP, el seu company d'equip va ser Ryusei Yamanaka. Va aconseguir la seva primera pole position al Circuit de Silverstone i va acabar la temporada en vuitè lloc de la classificació, convertint-se en el millor debutant de l'any.